# Sagunt
Sagunt (în spaniolă Sagunto, din latină: Saguntum) este un oraș în provincia Valencia, Spania.

## Personalități
- Joaquín Rodrigo (1901-1999), compozitor spaniol de renume mondial.